# Olenivka (Odesa)
Olenivka  (ucraniano: Оленівка) es una localidad del Raión de Podilsk en el Óblast de Odesa de Ucrania. Según el censo de 2001, tiene una población de 679 habitantes.